# Ер Таргын
«Ер Таргын» («Ер Тарғын») — казахский  героический эпос (жыр). События, описанные в эпосе, связаны с историей ногайских племён. Главный герой эпоса выходец из кыргызов, «живших в эпоху кыргызов». Спасаясь от возмездия за совершенное убийство, он бежал и нашел прибежище у народа Кырк сан крым и ногайцев. Впоследствии он даже становится их ханом. 

«Главный герой казахского эпоса «Эр Таргын» был кыргызом. Он казахскую землю защищал от врагов, как свою родную землю»

Впервые «Ер Таргын» был записан в 1859 году у акына Марабая русским востоковедом Н. Ильминским и опубликован им в 1862 году в Казани. Издан русским востоковедом-тюркологом В. В. Радловым в фундаментальном 10-томном своде «Образцы народной литературы тюркских племен» (1870, Петербург). Широкое распространение получил вариант акына Марабая, изданный в 1922 году в Ташкенте фольклористом А. Диваевым в книге «Киргиз-казацкий богатырский эпос». «Ер Таргын» привлекал к себе пристальное внимание писателей и учёных; М. Ауэзова, С. Муканова, А. М. Маргулана, М. Габдуллина, К. Жумалиева. В научной библиотеке АН хранится краткий вариант «Ер Таргын» в виде легенды, записанный в 1939 году у З. Бекарыстанова. Основная идея эпоса — призыв к единству, к прекращению междоусобных войн между отдельными ханствами. Герой эпоса представлен как богатырь, заступник народа, защитник родины от иноземных захватчиков. Образ монументален, величествен: Таргын поражает необычайной физической силой, воинской доблестью. Вместе с героем действует его верная подруга — красавица Акжунус, дочь хана Акши, презревшая сословные предрассудки и полюбившая народного заступника. Это один из самых поэтических женских образов в казахской поэзии. «Ер Таргын» отличает глубокое внимание к внутреннему миру человека, который раскрывается с помощью монологов и диалогов, песен-раздумий (толгау). Форма стиха типична для казахского эпоса — это 7—8-сложный стих (жыр), чередующийся с прозой. «Ер Таргын» положен в основу сюжета одноимённой оперы Е. Брусиловского.